# Вероника ложноключевая
Веро́ника ложноключева́я (лат. Veronica anagalloides) — однолетнее или многолетнее травянистое растение, вид рода Вероника (Veronica) семейства Подорожниковые (Plantaginaceae).

## Распространение и экология
Западная Европа: Испания, Португалия, Франция (до верховьев Луары на севере), Италия, острова Средиземного моря, Германия (до Франкфурта и Дрездена на севере), Австрия, Чехословакия, Венгрия, Румыния, Югославия, Болгария, Греция, Албания; территория бывшего СССР: главным образом в степной зоне, северная граница проходит через верховья Днестра, Днепр у Киева, далее по линии Воронеж — Камышин — Уральск — верховья Эмбы — верховья Ишима — Каракаралинские горы — озеро Зайсан, южная граница проходит через Северный Кавказ и северные предгорья Тянь-Шаня и Памиро-Алая, восточнее озера Зайсан в пределах территории бывшего СССР не встречается, как заносное в Приморском крае (озеро Ханка); Азия: Ливан, Сирия, Израиль, Турция (западная часть), Иран (Мазендаран и прилежащие районы), Китай (Джунгария); Африка: Марокко, Алжир, Тунис (близ Средиземного моря), Египет (дельта Нила).
Произрастает на отмелях и наносах, в лесостепной, степной и полупустынной зонах, на берегах водоёмов, как сорное по краю дорог, на выгонах.

## Ботаническое описание
Стебли высотой 10—30 см, прямые, тонкие, твёрдые, не полые, более менее оттопыренно волосистые, пушковатые или иногда голые.
Листья сидячие, с полустеблеобъемлющим сердцевидным основанием, ланцетные или линейно-ланцетные, заострённые, цельнокрайные или неглубоко, но ясно зазубренные, длиной 1,5—2,5 см, шириной около 7 мм, нижние листья иногда на коротком черешке.
Кисти густые, многоцветковые, боковые, выходят из пазух обоих, супротивных, преимущественно верхних листьев; прицветники линейные, часто оттопыренно волосистые; цветоножки очень тонкие, часто оттопыренно железистоволосистые, расположены под острым углом к главной оси, при плодах прямые, несколько отогнутые, иногда горизонтально отогнутые. Чашечка часто рыхло-оттопыренно-железистоволосистая, четырёхраздельная, с неравными, туповатыми, эллиптическими зубцами, почти вдвое длиннее коробочки; венчик диаметром 2—5 мм, беловатый, бледно-голубой или грязно-фиолетовый, с тёмными полосками, почти не превышает чашечку.
Коробочка голая или с редкими железистыми волосками, эллиптическая, длиной 2—2,5 мм, шириной 1—1,5 мм, тупая или выемчатая, с очень маленькой выемкой, вздутая, не сплюснутая с боков. Семена мелкие, округлые, гладкие, плоские, выпуклые.

## Классификация

### Представители
В рамках выда выделяют несколько подвидов:
- Veronica anagalloides subsp. anagalloides

- [syn.  Veronica poljensis Murb.]

- Veronica anagallis-aquatica subsp. heureka M.A.Fisch. — произрастает на Ближнем и Среднем Востоке (без Аравийского полуострова) и в Туркменистане.

### Таксономия
Вид Вероника ложноключевая входит в род Вероника (Veronica) семейства Подорожниковые (Plantaginaceae) порядка Ясноткоцветные (Lamiales).
|  |                                      |  |                                                             |                                                             |                          |  | ещё 21 семейство (согласно Системе APG II) | ещё 21 семейство (согласно Системе APG II) |                            |  |  |  | ещё от 300 до 500 видов |
|  |                                      |  |                                                             |                                                             |                          |  | ещё 21 семейство (согласно Системе APG II) | ещё 21 семейство (согласно Системе APG II) |                            |  |  |  | ещё от 300 до 500 видов |
|  |                                      |  |                                                             | порядок Ясноткоцветные                                      |                          |  |                                            |                                            | род Вероника               |  |  |  |                         |
|  |                                      |  |                                                             | порядок Ясноткоцветные                                      |                          |  |                                            |                                            | род Вероника               |  |  |  |                         |
|  | отдел Цветковые, или Покрытосеменные |  |                                                             |                                                             | семейство Подорожниковые |  |                                            |                                            | вид Вероника ложноключевая |  |  |  |                         |
|  | отдел Цветковые, или Покрытосеменные |  |                                                             |                                                             | семейство Подорожниковые |  |                                            |                                            |                            |  |  |  |                         |
|  |                                      |  | ещё 44 порядка цветковых растений (согласно Системе APG II) | ещё 44 порядка цветковых растений (согласно Системе APG II) |                          |  |                                            | ещё 90 родов                               | ещё 90 родов               |  |  |  |                         |
|  |                                      |  |                                                             | ещё 44 порядка цветковых растений (согласно Системе APG II) |                          |  |                                            |                                            | ещё 90 родов               |  |  |  |                         |